# Trollhättan
Trollhättan est une ville de Suède, située sur le cours du fleuve Göta älv, au niveau des chutes de Trollhättan, à moins de 100 km de Göteborg, deuxième plus grande ville du pays. Elle est le chef-lieu de la commune de Trollhättan, dans le comté de Västra Götaland et est habitée par 46 457 personnes.
L'histoire de la ville est étroitement liée à celle du fleuve et de ses chutes. La ville a connu un premier développement avec la construction du canal de Trollhättan en 1800 et de son prolongement, le canal Göta, qui ont permis de franchir l'obstacle que formait la cascade pour le transport fluvial. Puis, en 1910, l'énergie du courant du fleuve, utilisée depuis longtemps par des moulins à eau, fut utilisée pour la production électrique, avec la construction de la centrale hydroélectrique d'Olidan, ce qui marqua la fondation du géant suédois de l'énergie Vattenfall. Ceci a alors lancé une deuxième phase de développement, avec en particulier la fondation dans la ville de l'entreprise Saab.

## Géographie

### Localisation

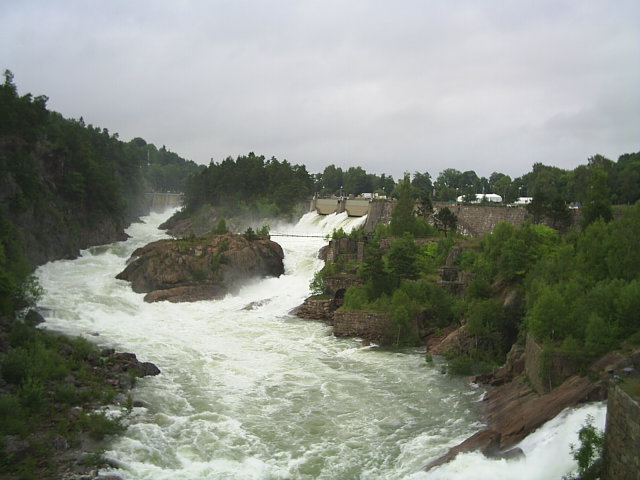
Les chutes de Trollhättan, lors des journées des chutes où le fleuve s'écoule librement.

Trollhättan est située à l'ouest du pays, à 80 km de Göteborg. La ville est traversée par le Göta älv, à proximité de sa sortie du lac Vänern. Historiquement, le fleuve, qui est le plus grand fleuve du pays, tant par la longueur que par le débit, chutait de 32 m formant les chutes de Trollhättan. La ville est principalement localisée à l'est du fleuve, la partie est étant très vallonnée.

### Climat
Trollhättan connait un climat tempéré, de type Dfb selon la classification de Köppen. Le climat de la ville est relativement humide, caractéristique de la côte ouest suédoise, ce qui est lié à l'apport d'air humide du Gulf Stream qui rencontre les reliefs, certes modérés, du centre suédois.
| Mois                     | jan. | fév. | mars | avril | mai  | juin | jui. | août | sep. | oct. | nov. | déc. | année |
| ------------------------ | ---- | ---- | ---- | ----- | ---- | ---- | ---- | ---- | ---- | ---- | ---- | ---- | ----- |
| Température moyenne (°C) | −2,3 | −2,2 | 0,8  | 4,9   | 10,9 | 15,3 | 16,5 | 15,6 | 11,8 | 7,8  | 2,8  | −0,5 | 6,8   |
| Précipitations (mm)      | 63   | 41,8 | 48,6 | 42,8  | 53,6 | 62,9 | 74   | 74   | 84,9 | 87,4 | 88,1 | 66,7 | 787,8 |

## Toponymie
La localité où se situe actuellement la ville s'appelait initialement Stora Edet, "edet" signifiant le passage étroit, désignant l'obstacle formé par les chutes, et stor signifiant grand, par opposition à Lilla Edet, situé 16 km en aval dont le nom subsiste encore.
Le nom actuel de la ville provient de légendes folkloriques selon lesquelles de grands trolls vivaient dans le fleuve et ses îlots étaient leurs capuches (hättor).

## Histoire

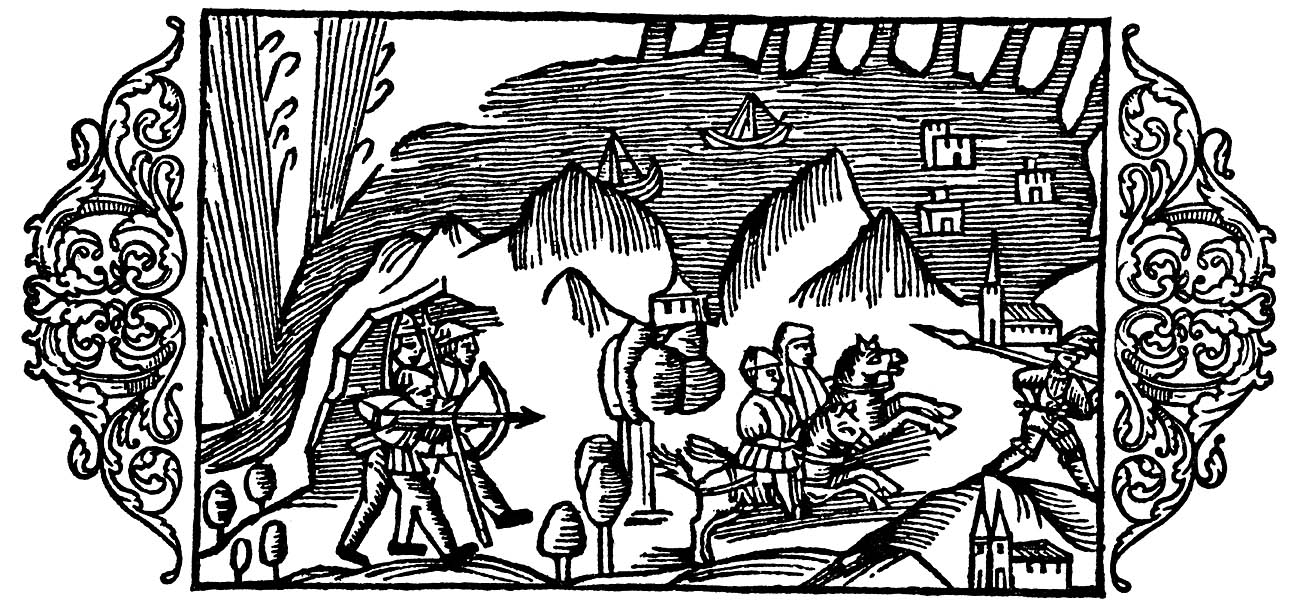
Périple de voyageurs. À gauche, les chutes de Trollhättan. Dans Olaus Magnus, Historia de Gentibus Septentrionalibus, 1555.

### Moyen Âge
Le site de Trollhättan est habité depuis 7 000 ans. 
Dans les années 1360, une forteresse, nommée Ekholms slott, fut construit par Håkon VI de Norvège, alors duc du Västergötland, sur l'île de Slottsön (l'île du château). Le nom Trollhättan apparaît pour la première fois dans un document d'Éric de Poméranie, où le moulin Trollhetta quarn, utilisé pour moudre le grain du château, est cité. Le château fut semble-t-il fortement endommagé lors de la révolte d'Engelbrekt entre 1434 et 1436, mais il fut décidé de le reconstruire en 1449. Trois ans plus tard, le roi Christian Ier de Danemark tenta de prendre le château, sans succès, et ce fut finalement son petit-fils Christian II de Danemark qui parvint à détruire la forteresse.

### Le canal

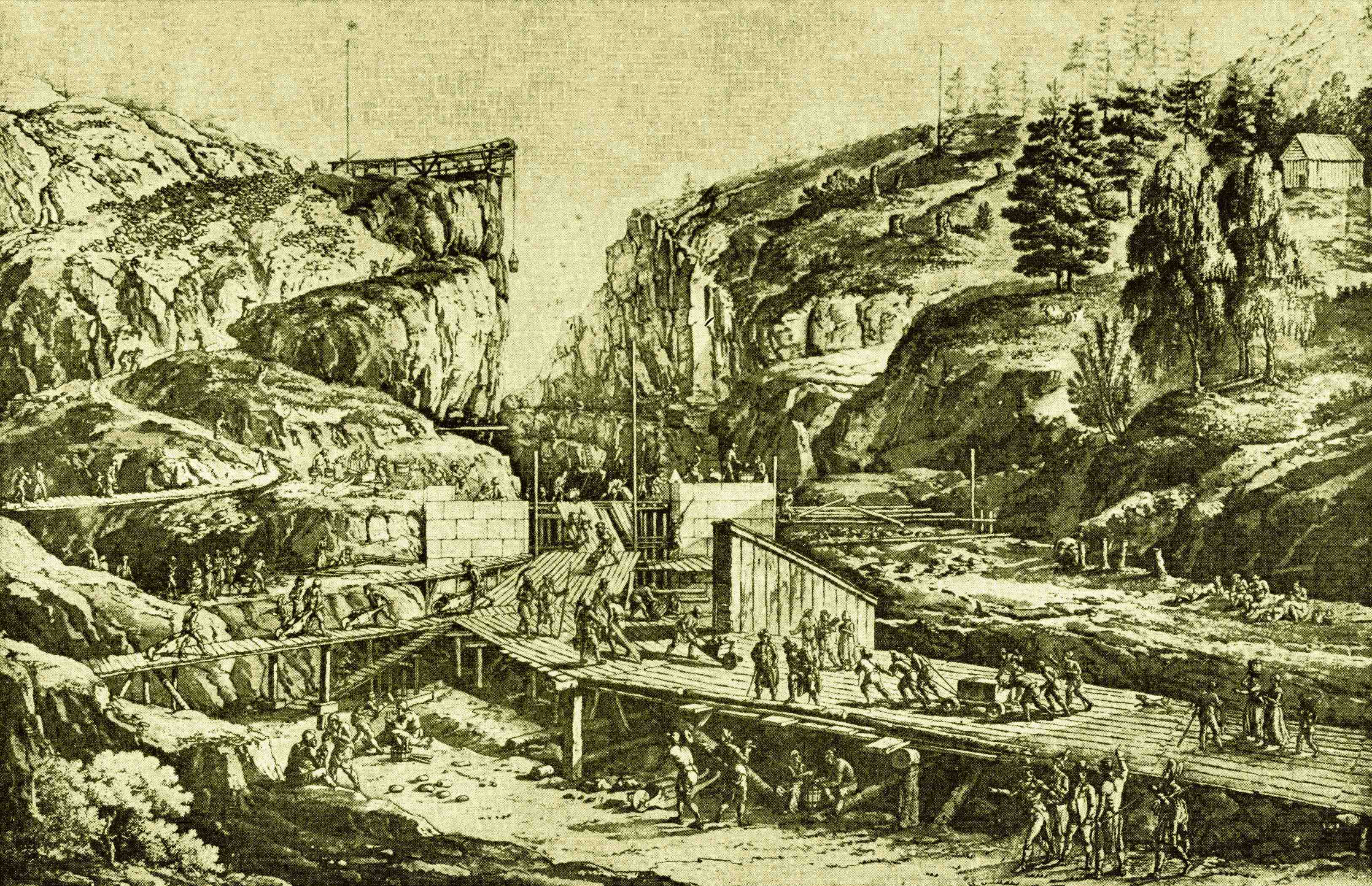
La construction de l'écluse en 1800.

Le fleuve Göta Älv devint vite une voie commerciale importante entre le lac Vänern et la mer du Nord, mais il y avait trois obstacles sur son parcours (Lilla Edet, Trollhättan et Vargön), qui empêchait un trajet d'un bout à l'autre en bateau. La première étude sur la construction d'un système d'écluse fut faite sous le règne de Gustave Ier Vasa, mais il fallut attendre jusqu'au règne de Charles IX de Suède pour le début des travaux à Lilla Edet, qui furent achevés en 1607. En 1718, l’État signe un accord avec Christopher Polhem pour la construction d'un canal entre Göteborg et Norrköping, ce qui incluait un canal à Trollhättan. Les travaux débutèrent, mais furent vite bloqués par manque d'argent jusqu'en 1747. La construction du canal à Trollhättan fut de nouveau interrompu en 1755, après que le barrage qui y était construit lâcha. Les travaux reprirent en 1793 et le canal de Trollhättan fut inauguré en 1800. Ce canal, ainsi que son prolongement, le canal Göta, qui fut ouvert en 1822, entraîna un important développement de la ville, dont la population atteint alors 2 000 habitants et commença alors à attirer les industries.

### Industrialisation

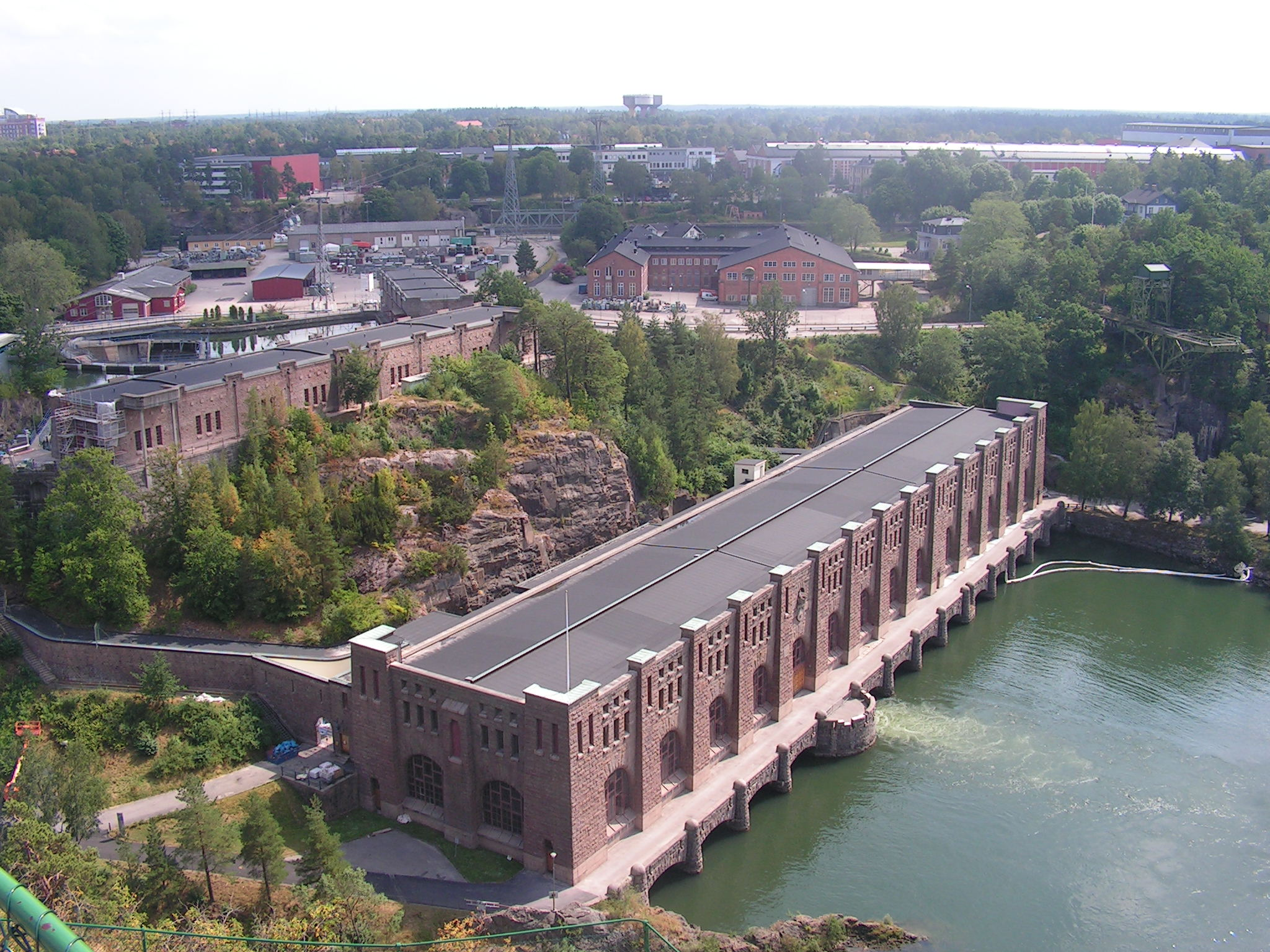
La centrale hydroélectrique d'Olidan.

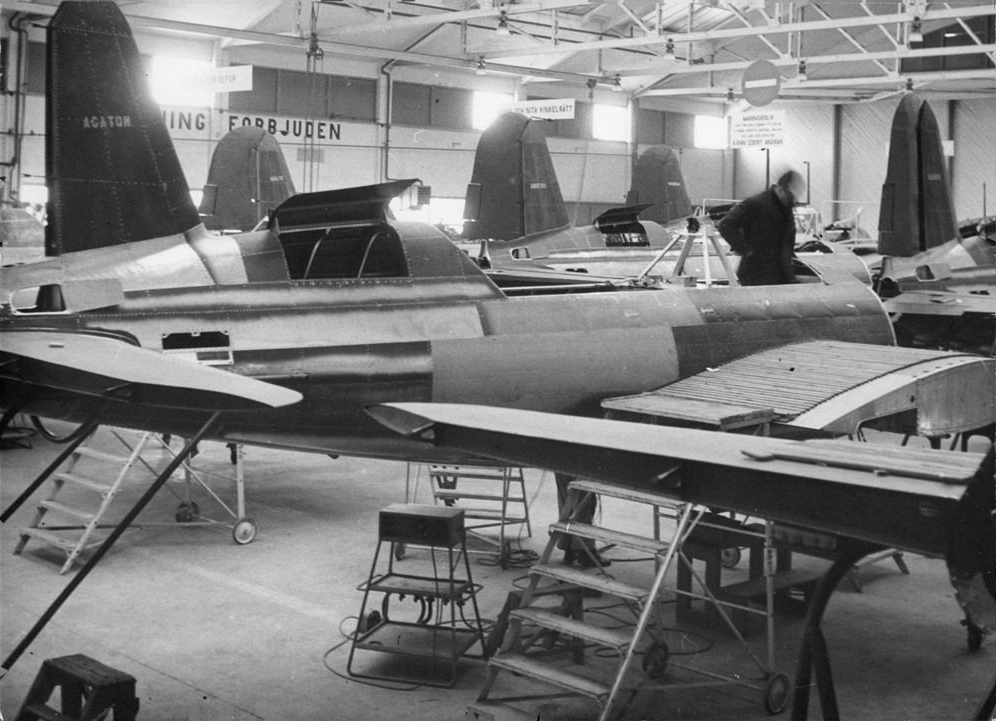
Hall d'assemblage des bombardiers légers Saab 17 en 1944.

Alors que jusque-là, l'économie de la petite ville était concentrée sur les scieries, animées par le courant du fleuve, la construction du canal signifiait l'entrée de la ville dans l'ère de l'innovation. De nombreuses industries vinrent alors s'installer dans la ville. La première industrie réussissant à se maintenir fut Nydqvist & Holms mekaniska verkstad, fondée dans la ville en 1847. Elle devint rapidement une industrie importante, dans le domaine de la construction de turbine ou de locomotive, sous le nom de Nohab. Jusque-là, Trollhättan n'était qu'une localité dans la paroisse de Gärdhem, mais en 1857, la population avait tellement augmenté que, sur décret royal, elle devint une paroisse indépendante.
Un nouveau pas important pour la ville fut franchi en 1905, avec le rachat de l'entreprise « Nya Trollhätte Kanalbolag » (entreprise du nouveau canal de Trollhättan) par le gouvernement, qu'il transforma en « Kungliga Vattenfallstyrelsen » (agence royale des cascades, qui deviendra par la suite simplement Vattenfall, principal producteur d'électricité du pays), avec dans l'objectif de construire la première centrale hydroélectrique publique du pays dans la ville: la centrale hydroélectrique d'Olidan. Cette centrale fut construite en 1910. En 1911, il fut décidé d'accorder le statut de ville à Trollhättan, ce qui se fit en 1916.
La bonne communication et l'électricité à bas prix provenant des chutes ont attiré alors des industries très consommatrices en électricité, en particulier dans le domaine de l'électrochimie et de la métallurgie. Dans les années 1930, deux industries majeures s'installent dans la ville, liées aux développements de l'aéronautique en Suède: Svenska Flygmotor (qui deviendra Volvo aero) et Saab.

## Population et société

### Démographie
Lorsque Trollhättan acquiert son statut de ville en 1916, elle est depuis quelque temps déjà plus grande qu'un grand nombre de villes suédoises. Elle continua par la suite sa croissance jusqu'à se hisser à la 23e place du classement des plus grandes villes du pays, avec simplement une petite diminution de population autour des années 1980.
| 1910   | 1930   | 1950   | 1960   | 1965   | 1970   | 1975   |
| ------ | ------ | ------ | ------ | ------ | ------ | ------ |
| 12 275 | 15 014 | 22 951 | 30 610 | 35 545 | 41 016 | 42 499 |

| 1980   | 1990   | 1995   | 2000   | 2005   | 2010   | - |
| ------ | ------ | ------ | ------ | ------ | ------ | - |
| 41 369 | 40 178 | 43 520 | 44 046 | 44 498 | 46 457 | - |

### Éducation et santé
La ville est le siège du collège universitaire "Högskolan Väst", établie en 1990, et comptant, en 2010, 11 528 étudiants et 584 employés.
L'hôpital Norra Älvsborgs Länssjukhus, situé dans la ville, est l'un des plus importants du comté. Il a été fondé en 1988, et compte environ 2 900 employés.

## Économie

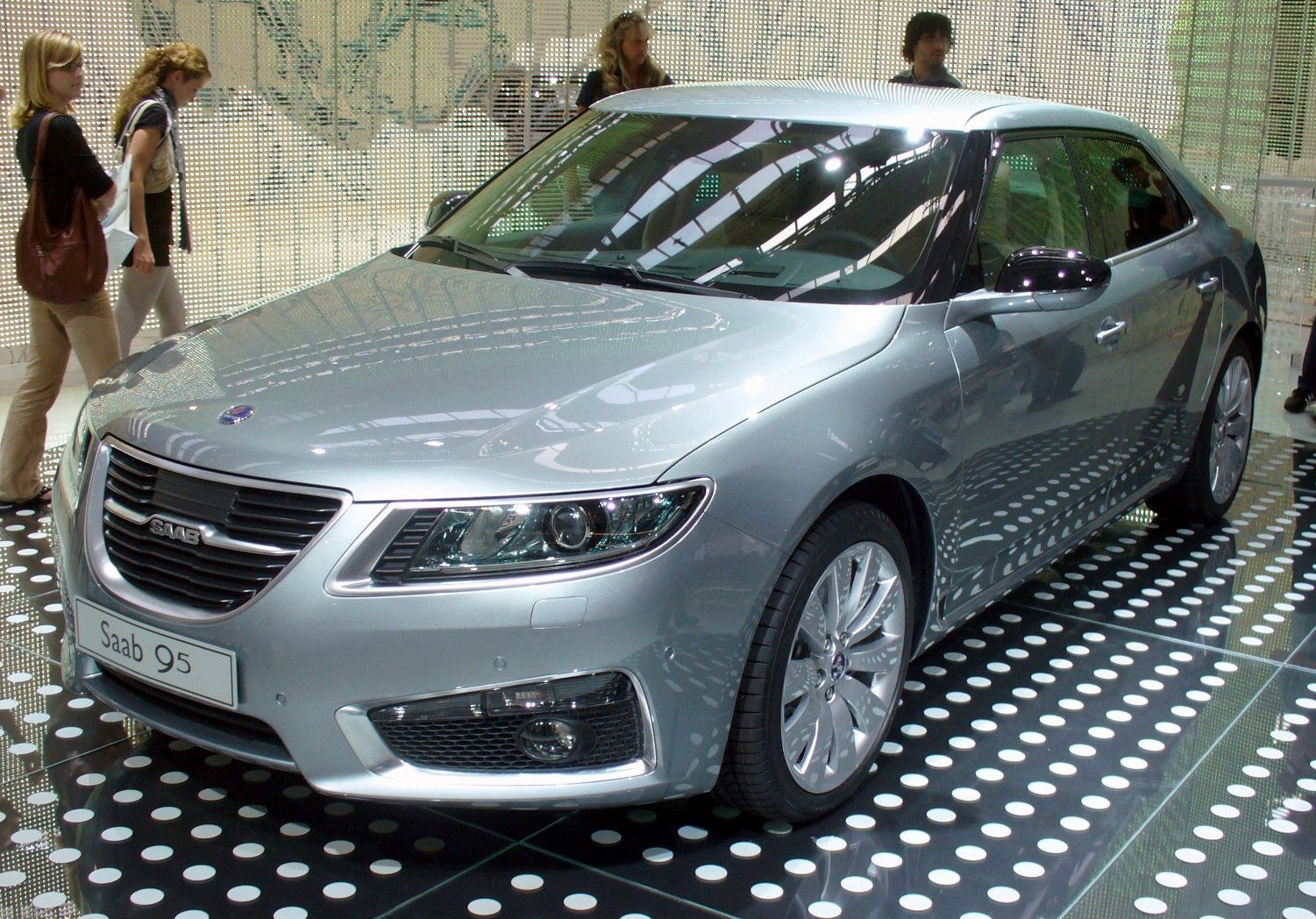
La Saab 9-5 Aero Turbo, véhicule assemblée à Trollhättan, où le constructeur suédois possède son outil de production et son siège social.

Grâce à la construction du canal, puis des centrales hydroélectriques d'Olidan et de Hojum, l'industrie s'est fortement développée dans la ville. Aujourd'hui, Trollhättan abrite de nombreuses industries de pointe. Les principales sont Saab Automobile (la division défense du groupe s'étant installée à Linköping) et Volvo Aero, initialement filiale de Nohab, puis de Saab et enfin de Volvo, qui conçoit et fabrique des composants d'avions et de fusées. Ces deux entreprises ont leur siège social dans la ville, et emploient respectivement 3 800 et 2 100 employés, étant ainsi les deux principaux employeurs privés de la ville. Dans le domaine automobile, la ville compte aussi les entreprises GM Powertrain, filiale de General Motors chargée de la fabrication des groupes motopropulseurs et Lear Corporation, avec respectivement 350 et 170 employés.
Le groupe Vattenfall est aussi bien représenté dans la ville, même si son siège social est maintenant à Stockholm. Le groupe emploie 400 personnes à Trollhättan.

## Transport
Trollhättan est très bien desservie par les différents modes de transport.

### Transport routier
La ville est traversée par la route européenne 45, en provenance de Göteborg, et traversant le centre du pays en direction du nord, desservant en particulier Östersund et Gällivare. La ville est aussi à proximité de la route européenne 6 (Malmö, Helsingborg, Göteborg, Oslo) à laquelle elle est reliée par la route nationale 44, qui est une autoroute sur la majeure partie du trajet. La ville est aussi le point de départ des routes nationales 42, rejoignant Borås et 47, traversant tout le pays dans un axe est-ouest, traversant en particulier Jönköping.

### Transport ferroviaire

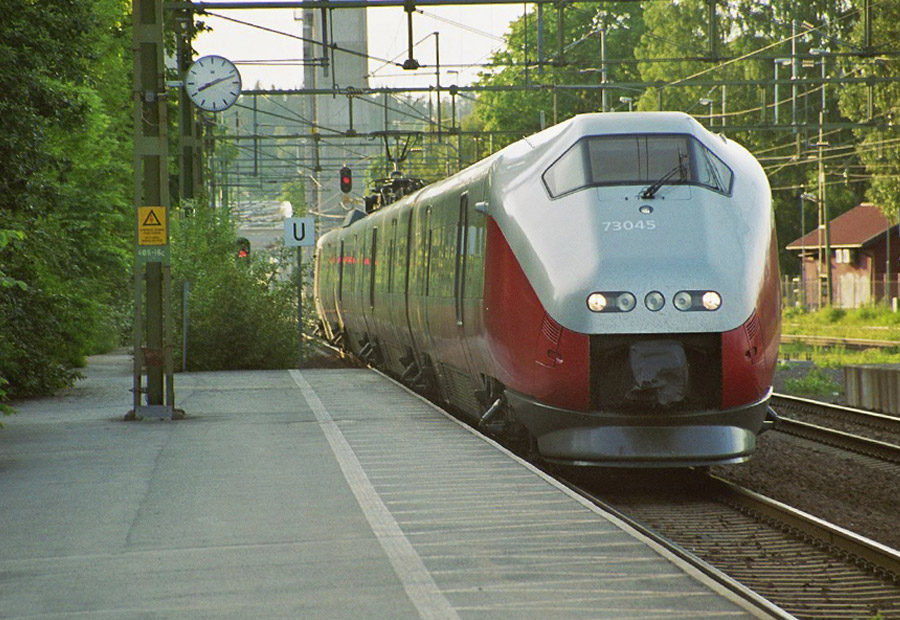
Un train en provenance d'Oslo.

La ville est située sur la ligne de chemin de fer Norge/Vänerbanan, reliant Göteborg à Kil (où la ligne rejoint trois autres lignes). La ligne fut construite initialement par la compagnie Bergslagernas Järnvägar en 1877. En 1879, la ligne, construite par cette entreprise, permettait de relier directement Göteborg à Falun, et donc aux mines du Bergslagen. Ceci qui représentait une très longue ligne pour une compagnie privée, et Bergslagernas Järnvägar était en effet la plus grande entreprise ferroviaire privée du pays.
Le trajet Göteborg - Trollhättan met environ 50 minutes, avec une fréquence minimale d'un train par heure.

### Transport aérien
La ville est située à 10 minutes de l'aérodrome de Trollhättan–Vänersborg, avec des vols réguliers à destination de Stockholm Bromma et Arlanda. Mais la ville est aussi relativement proche de l'aéroport de Göteborg-Landvetter, deuxième plus grand aéroport suédois et 4e plus grand aéroport scandinave.

## Culture et patrimoine

### Patrimoine architectural
Parmi le patrimoine architectural de la ville, les structures liées à son fleuve, telles que le canal ou les centrales, tiennent une place importantes. Le premier canal a été construit en 1800. Mais avec l'ouverture du canal Göta, la taille des navires a augmenté, et le canal de Trollhättan s'est avéré trop petit. Un nouveau canal fut alors reconstruit entre 1838 et 1844. Mais la taille des navires alla encore en augmentant, et en 1909, le gouvernement décida de rénover le canal, ce qui incluait la construction de nouvelles écluses. Ceci fut terminé en 1916, et ce canal est toujours utilisé de nos jours. Cependant, les anciennes écluses ont été conservées, et constitue de nos jours une des attractions touristiques de la ville. La centrale hydroélectrique attire elle aussi les touristes, et est un des plus jolis bâtiments de la ville.

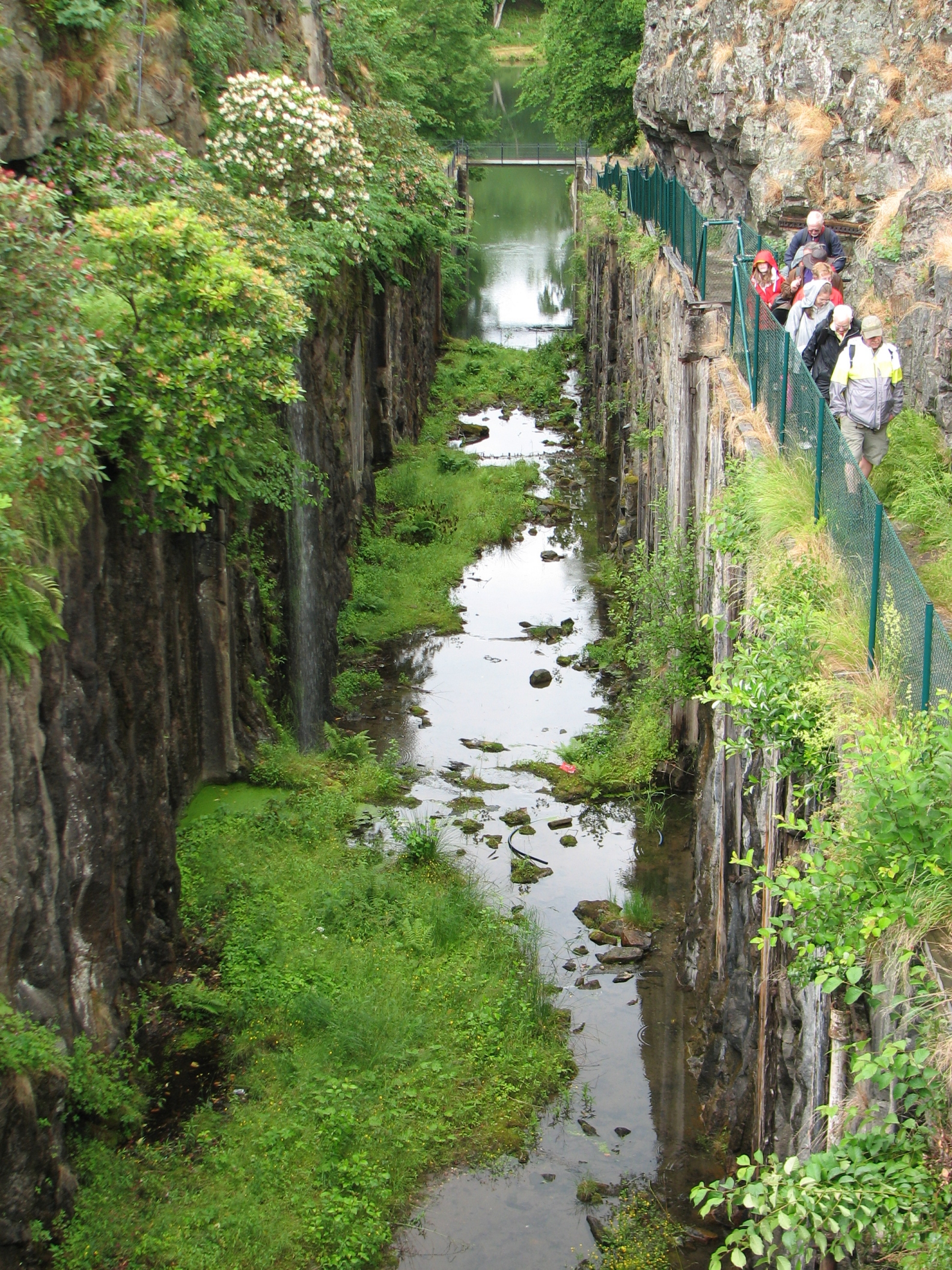
L'écluse de 1800.
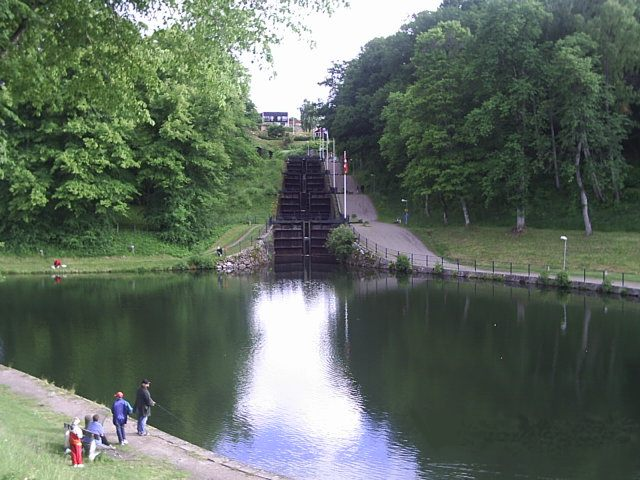
L'écluse de 1844.
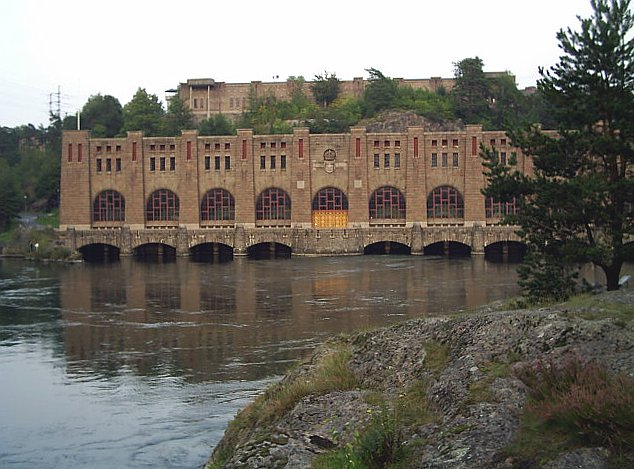
La centrale d'Olidan.

La ville est relativement récente. Elle n'est devenue une paroisse indépendante qu'en 1857. Aussitôt, la nouvelle paroisse entreprit la construction de son église sous la direction de Adolf W. Edelsvärd, qui fut aussi l'architecte de la Gare Centrale de Stockholm et de Göteborg. L'église fut achevée en 1862.

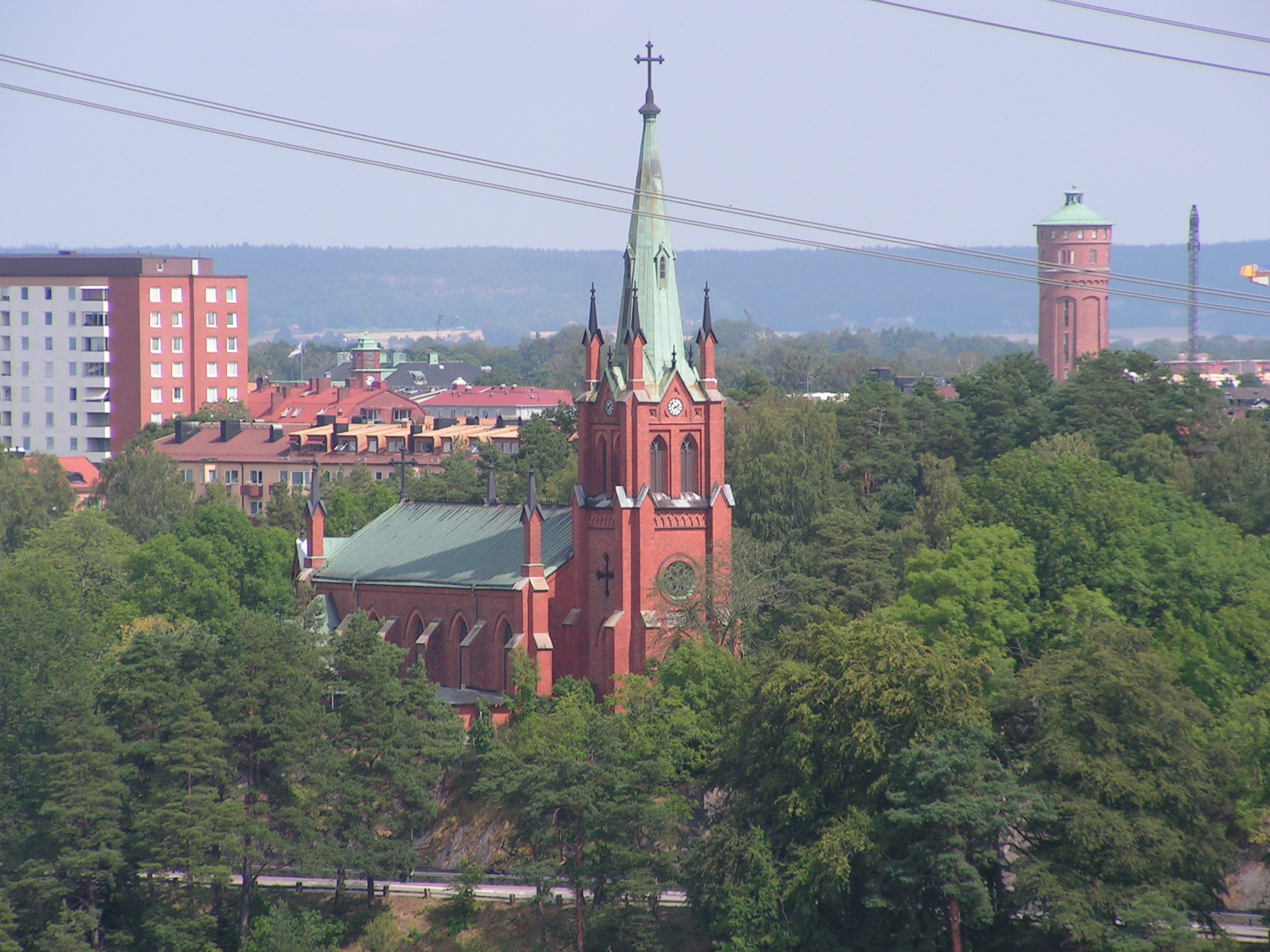
L'église de la ville.
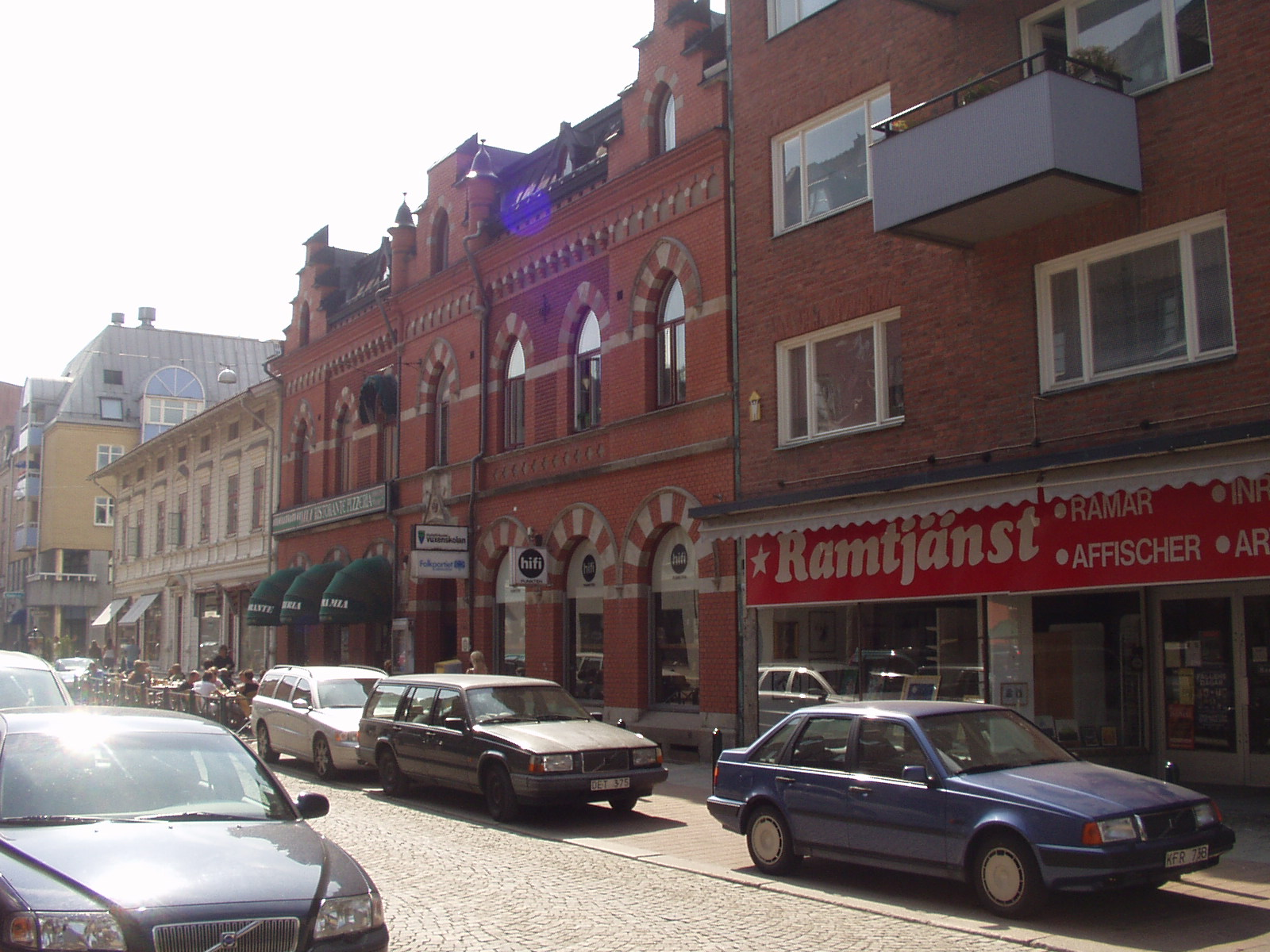
Storgatan.
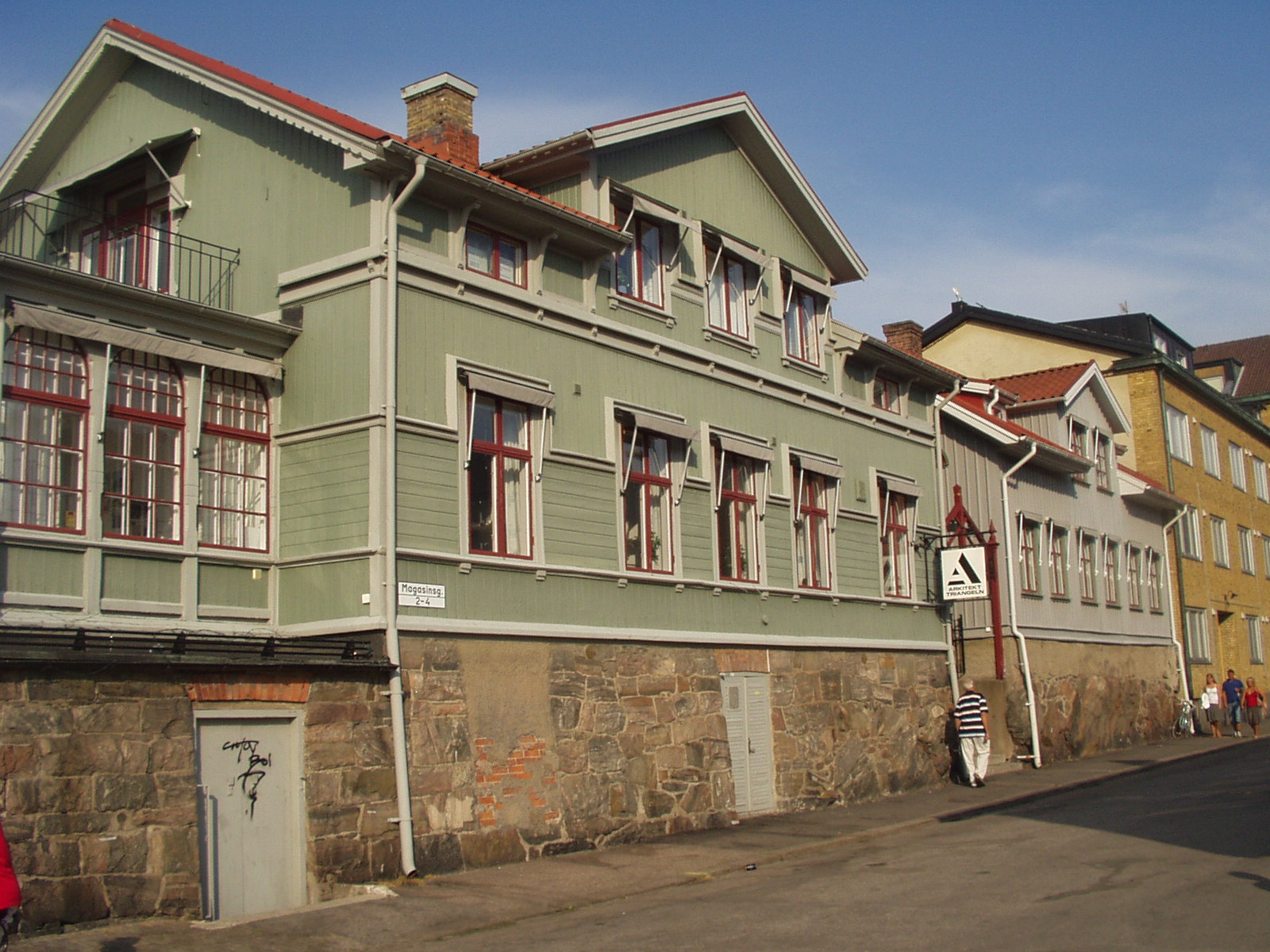
Magasinsgatan.

### Cinéma

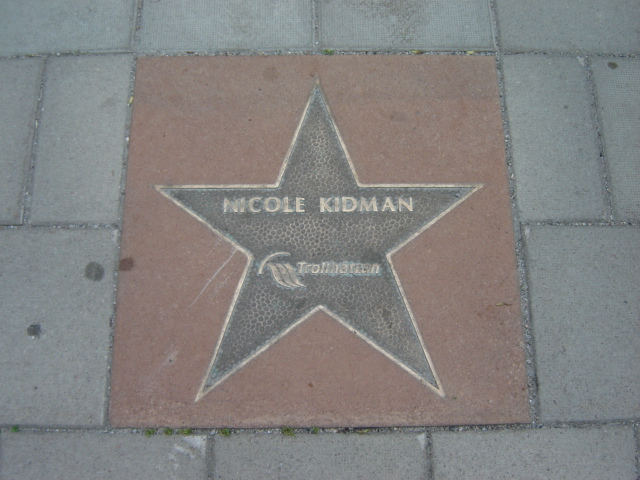
Nicole Kidman, sur le Walk of Fame de Trollhättan.

Trollhättan s'est récemment positionné sous le feu des projecteurs grâce au développement d'une industrie cinématographique renommée, lui valant le surnom de Trollywood. Le studio Film i Väst a en particulier été utilisé dans le tournage de Fucking Åmål de Lukas Moodysson (en référence à la ville d'Åmål située non loin) ou Dancer in the Dark et Dogville de Lars von Trier.

### Événements
La ville organise depuis 1996 un festival annuel de cinéma, nommé Novemberfestivalen, dans le but de promouvoir les jeunes réalisateurs suédois.
Tous les ans se déroule aussi le jour des chutes lors duquel la centrale d'Olidan libère l'eau du fleuve dans son cours originel, recréant ainsi les impressionnantes chutes de 32 m.

### Personnalités liées à la commune
- Arne Andersson, athlète
- Bertil Antonsson, lutteur
- Erik Carlsson, pilote de rallye
- Jay-Jay Johanson, auteur-compositeur-interprète
- Håkan Mild, footballeur
- Rasmus Dahlin, joueur de hockey